# Oxycnemis orbicularis
Oxycnemis orbicularis là một loài bướm đêm trong họ Noctuidae.